# Phaltan
Phaltan és un estat tributari protegit a l'agència de Satara al Dècan, presidència de Bombai. Estava rodejat al nord pel districte de Poona i a l'est, oest i sud pel districte de Satara. La superfície era de 1.028 km² i la població el 1872 de 59.124; el 1881 de 58.402 i el 1931 de 58.761 habitants, el 90% hindús.
La família reial és d'origen rajput. El primer que va gaudir de terres fou un rajput de nom Nimbraj I. El seu fill anomenat Padakla Jagdeo va entrar al servei del sultà de Delhi, i a la seva mort en batalla el 1327 el seu fill Nimbraj II va rebre del sultà el títol de Nayak i una cessió de terres. Nimbraji va morir el 1349. El 1825 l'estat va ser incorporat pel raja de Satara. El 1827 Banaji Nayak fou autoritzat a reassolir el govern contra pagament de tres mil lliures però a la seva mort l'any següent altre cop Satara va annexionar el principat fins al 1841 quan la vídua del darrer sobirà fou autoritzada a adoptar un fill, altre cop pagant tres mil lliures. Els sobirans eren considerats sardars de primera classe del Dècan. El tribut pagat era de 960 lliures (inicialment un contingent de 75 cavallers). Tenien autoritzada l'adopció i la successió es regia per primogenitura.
La capital era Phaltan a 17° 59′ 40″ N, 78° 41′ 20″ E / 17.99444°N,78.68889°E a menys de 60 km al nord-est de Satara. La població el 1872 era de 9.741 habitants i el 1881 de 10.842. Fou fundada per Nimbraji al segle XIV. La municipalitat es va establir el 1868.

## Bandera
La bandera de Phaltan era rectangular dividida horitzontalment en dos colors, al damunt safrà i a sota verd.

## Llista de Nayaks (Naiks)
- 1. NIMBRAJ I Nimbalkar 1284-1291
- 2. PADAKHALA Jag deo Rao Dharpat Rao Nimbalkar 1291-1327
- 3. Naik NIMBRAJ II Nimbalkar 1327-1349
- 4. Naik VANANG BHUPAL Nimbalkar 1349-1374
- 5. Naik VANANGPAL Nimbalkar 1390-1394
- 6. Naik VANGOJI I Nimbalkar 1394-1409
- 7. Naik MALOJI I Nimbalkar 1409-1420
- 8. Naik BAJI I Nimbalkar 1420-1445
- 9. Naik POWARRAO Nimbalkar 1445-1470
- 10. Naik BAJI II Nimbalkar 1470-1512
- 11. Naik MUDHOJI II Nimbalkar 1512-1527
- 12. Naik BAJI DHARRAO Nimbalkar 1527-1560
- 13. Naik MALOJI II Nimbalkar 1560-1570
- 14. Naik VANGOJI II Jagpal Rao Nimbalkar 1570-1630
- 15. Naik MUDHOJI II Nimbalkar 1630-1644
- 16. Naik BAJAJI I Nimbalkar 1644-1676
- 17. Naik VANGOJI Nimbalkar III 1676-1693
- 18. Naik JANOJI Nimbalkar 1693-1748
- 19. Naik MUDHOJIRAO Nimbalkar III 1748-1765
- 20. Naik SAYAJIRAO Nimbalkar 1767-1774
- 21. Naik MALOJIRAO Nimbalkar III 1774-1777
- 22. Naik JANRAO Nimbalkar II 1777-1827
- 23. Naik BAJAJIRAO Nimbalkar II 1827-1841
- 24. Raja Shrimant MUDHOJIRAO Jan Rao Naik Nimbalkar IV 1841-1916 (Deshmukh i Naik Nimbalkar)
- 25. Raja Bahadur Shrimant Maloji Rao Mudhoji Rao Nana Sahib Naik Nimbalkar IV 1916-1948 (+1978)